# Lucas Bögl
Lucas Bögl (* 14. Juni 1990 in München) ist ein deutscher Skilangläufer.

## Werdegang
Bögl erzielte im Dezember 2010 seine erste Podiumsplatzierung im Skilanglauf-Alpencup mit Rang drei über 15 km klassisch in Alta Badia und nahm kurz darauf an der Tour de Ski 2010/11 teil, beendete das Rennen jedoch nicht. Bei einem im Rahmen des Alpencups ausgetragenen Etappenrennen erreichte Bögl wenig später im Februar 2011 in Campra Rang zwei im Prolog sowie den dritten Platz auf der nächsten Etappe, die über 10 km im freien Stil ausgetragen wurde. Auch die Tour de Ski 2012/13 beendete Bögl vorzeitig nach zwei Etappen, startete jedoch wenige Tage später beim Alpencup in Oberwiesenthal, wo er Rang drei über 10 km Freistil erreichte. Im Februar 2013 wurde er im Alpencup Zweiter beim 15-km-Freistil-Verfolgungsrennen in Rogla und gewann im Februar 2014 mit der deutschen Staffel in Oberwiesenthal ein Freistil-Staffelrennen im Alpencup. Im Januar 2015 startete Bögl zum dritten Mal bei der Tour de Ski, wobei er als 17. des Prologs in Oberstdorf, 29. der Massenstartetappe und mit der 22.-schnellsten Laufzeit bei der abschließenden Bergverfolgung im Val di Fiemme dreimal im Verlauf des Rennens Weltcuppunkte erzielte; das Etappenrennen beendete er auf Platz 32 der Gesamtwertung. Im März 2015 gelang Bögl beim 30-km-Massenstartrennen in der klassischen Technik in Rogla sein erster Sieg bei einem Einzelrennen im Alpencup. Die Tour de Ski 2016 beendete er auf dem 39. Platz. Im Januar 2016 wurde er in Oberhof deutscher Meister über 30 km Freistil. In der Saison 2016/17 errang er bei der Tour de Ski 2016/17 den 19. Platz und beim Weltcup-Finale in Québec den 36. Platz und erreichte den 58. Platz im Gesamtweltcup. Seine besten Platzierungen bei den nordischen Skiweltmeisterschaften 2017 in Lahti waren der 18. Platz im 50-km-Massenstartrennen und der sechste Rang mit der Staffel. In der folgenden Saison kam er auf den 25. Platz bei der Tour de Ski 2017/18 und auf den 48. Rang beim Weltcupfinale in Falun. Seine besten Resultate bei den Olympischen Winterspielen 2018 in Pyeongchang waren der 15. Platz über 15 km Freistil und der sechste Rang mit der Staffel.
In der Saison 2018/19 belegte Bögl den 30. Platz beim Lillehammer Triple und den 22. Rang bei der Tour de Ski 2018/19 und erreichte damit den 56. Platz im Gesamtweltcup und den 42. Rang im Distanzweltcup. Beim Saisonhöhepunkt, den nordischen Skiweltmeisterschaften 2019 in Seefeld in Tirol, lief er auf den 34. Platz im Skiathlon, auf den 31. Rang im 50-km-Massenstartrennen und auf den 26. Platz über 15 km klassisch. Ende März 2019 wurde er bei den deutschen Skilanglaufmeisterschaften in Reit im Winkl zusammen mit Sebastian Eisenlauer deutscher Meister im Teamsprint und Zweiter im Massenstartrennen über 30 km Freistil. In der folgenden Saison errang er mit dem 27. Platz beim Ruka Triple und 16. Platz bei der Tour de Ski 2019/20, den 35. Platz im Gesamtweltcup. Nach Platz 25 beim Ruka Triple zu Beginn der Saison 2020/21, kam er bei der Tour de Ski 2021 auf den 12. Platz und erreichte zum Saisonende den 26. Platz im Gesamtweltcup. Seine besten Ergebnisse bei den Nordischen Skiweltmeisterschaften 2021 in Oberstdorf waren der 28. Platz im über 15 km Freistil und der siebte Rang mit der Staffel. In der Saison 2021/22 kam er mit zwei Top-Zehn-Platzierungen und Rang 20 bei der Tour de Ski 2021/22 auf den 34. Platz im Gesamtweltcup. Beim Saisonhöhepunkt, den Olympischen Winterspielen 2022 in Peking, belegte er den 33. Platz im 50-km-Massenstartrennen, den 17. Rang über 15 km klassisch und den 12. Platz im Skiathlon. Zudem wurde er dort zusammen mit Janosch Brugger, Friedrich Moch und Florian Notz Fünfter in der Staffel.

## Siege bei Continental-Cup-Rennen

### Continental-Cup-Siege im Einzel
| Nr. | Datum        | Ort   | Disziplin                   | Serie    |
| --- | ------------ | ----- | --------------------------- | -------- |
| 1.  | 1. März 2015 | Rogla | 30 km klassisch Massenstart | Alpencup |

### Continental-Cup-Siege im Team
| Nr. | Datum            | Ort            | Disziplin                     | Serie    |
| --- | ---------------- | -------------- | ----------------------------- | -------- |
| 1.  | 23. Februar 2014 | Oberwiesenthal | 3 × 7,5 km Staffel Freistil 1 | Alpencup |

## Teilnahmen an Weltmeisterschaften und Olympischen Winterspielen

### Olympische Spiele
- 2018 Pyeongchang: 6. Platz Staffel, 15. Platz 15 km Freistil, 16. Platz 30 km Skiathlon, 46. Platz 50 km klassisch Massenstart
- 2022 Peking: 5. Platz Staffel, 12. Platz 30 km Skiathlon, 17. Platz 15 km klassisch, 33. Platz 50 km Freistil Massenstart

### Nordische Skiweltmeisterschaften
- 2017 Lahti: 6. Platz Staffel, 18. Platz 50 km Freistil Massenstart, 19. Platz 30 km Skiathlon, 31. Platz 15 km klassisch
- 2019 Seefeld in Tirol: 26. Platz 15 km klassisch, 31. Platz 50 km Freistil Massenstart, 34. Platz 30 km Skiathlon
- 2021 Oberstdorf: 7. Platz Staffel, 28. Platz 15 km Freistil, 29. Platz 30 km Skiathlon, 33. Platz 50 km klassisch Massenstart
- 2023 Planica: 25. Platz 15 km Freistil, 33. Platz 30 km Skiathlon

## Platzierungen im Weltcup

### Weltcup-Statistik
Die Tabelle zeigt die erreichten Platzierungen im Einzelnen.
- 1.–3. Platz: Anzahl der Podiumsplatzierungen
- Top 10: Anzahl der Platzierungen unter den ersten zehn
- Punkteränge: Anzahl der Platzierungen innerhalb der Punkteränge
- Starts: Anzahl gelaufener Rennen in der jeweiligen Disziplin
- Hinweis: Bei den Distanzrennen erfolgt die Einordnung gemäß FIS.

| Platzierung               | Distanzrennen a | Distanzrennen a | Distanzrennen a | Distanzrennen a | Distanzrennen a | Skiathlon Verfolgung | Sprint | Etappen- rennen b | Gesamt | Team c | Team c  |
| Platzierung               | ≤ 5 km          | ≤ 10 km         | ≤ 15 km         | ≤ 30 km         | > 30 km         | Skiathlon Verfolgung | Sprint | Etappen- rennen b | Gesamt | Sprint | Staffel |
| ------------------------- | --------------- | --------------- | --------------- | --------------- | --------------- | -------------------- | ------ | ----------------- | ------ | ------ | ------- |
| 1. Platz                  |                 |                 |                 |                 |                 |                      |        |                   |        |        |         |
| 2. Platz                  |                 |                 |                 |                 |                 |                      |        |                   |        |        |         |
| 3. Platz                  |                 |                 |                 |                 |                 |                      |        |                   |        |        |         |
| Top 10                    |                 | 2               | 1               |                 |                 | 5                    |        |                   | 8      |        | 10      |
| Punkteränge               | 1               | 17              | 25              | 10              | 1               | 24                   |        | 10                | 88     |        | 11      |
| Starts                    | 3               | 22              | 49              | 16              | 5               | 36                   | 24     | 14                | 169    |        | 11      |
| Stand: Saisonende 2024/25 |                 |                 |                 |                 |                 |                      |        |                   |        |        |         |

### Weltcup-Gesamtplatzierungen
| Saison  | Gesamt | Gesamt | Distanz | Distanz |
| Saison  | Punkte | Platz  | Punkte  | Platz   |
| ------- | ------ | ------ | ------- | ------- |
| 2014/15 | 33     | 103.   | 33      | 61.     |
| 2015/16 | 14     | 115.   | 14      | 68.     |
| 2016/17 | 114    | 58.    | 66      | 50.     |
| 2017/18 | 110    | 52.    | 86      | 34.     |
| 2018/19 | 107    | 56.    | 69      | 42.     |
| 2019/20 | 209    | 35.    | 141     | 26.     |
| 2020/21 | 266    | 26.    | 166     | 24.     |
| 2021/22 | 164    | 34.    | 120     | 26.     |
| 2022/23 | 258    | 66.    | 258     | 34.     |
| 2023/24 | 303    | 61.    | 171     | 52.     |
| 2024/25 | 114    | 108.   | 114     | 65.     |